# 繁多寺
繁多寺（はんたじ）は、愛媛県松山市畑寺町にある真言宗豊山派の寺院。東山（ひがしやま）、瑠璃光院（るりこういん）と号す。本尊は薬師如来。四国八十八箇所第五十番札所。
- 本尊真言：おん ころころ せんだりまとうぎ そわか
- ご詠歌：よろずこそ繁多なりとも怠らず　諸病なかれと望み祈れよ

## 概要

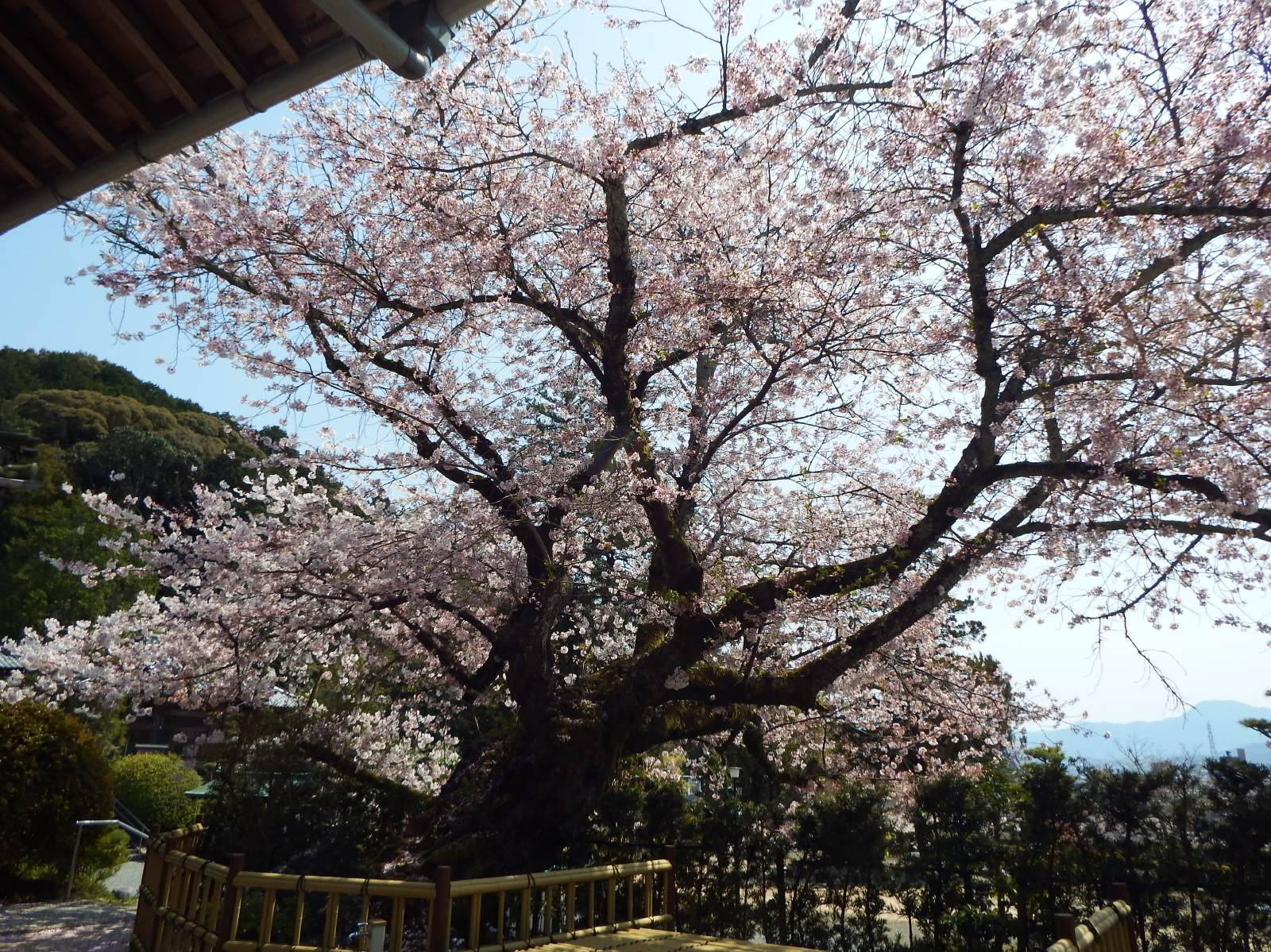
ソメイヨシノの古木

松山市を見下ろす淡路ヶ峠の中腹にあり、山門の前や境内西側には溜め池があり、西側や南側への展望が素晴らしく、松山城や瀬戸内海までが俯瞰でき背後には鬱蒼とした樹木が繁る。境内周辺は景観樹林保護地域に指定されており、サクラ、藤、秋の紅葉の名所でもある。真言宗豊山派ということで青銅製の興教行大師像が大師堂の前にいる。

## 歴史
寺伝によれば天平勝宝年間、孝謙天皇の勅願により行基が開基し、孝謙天皇の勅願所となったという。その際行基が坐高三尺の如来像を彫り、本尊として、光明寺と号したが、弘仁年間に空海（弘法大師）が留まって修行し現存の山号、寺号である東山繁多寺に改称したという。
一時後衰退するが、源頼義により再興され、弘安2年（1279年）には後宇多天皇のために聞月上人が、祈祷を行なっている。また、一遍上人も当寺で学問修行したと伝えられる。上人は後に「捨聖」として遊行し、正応元年（1288年）亡き父である如仏を偲び三部経を奉納している。
応永元年（1394年）には京都泉涌寺26世快翁師が後小松天皇の命を受け繁多寺第7世の住職に就き、以降天和年間（1681年 – 1684年）の寵湖など高僧が相継いで住職となるが、寵湖は徳川家の帰依を得ることとなり、4代将軍家綱の念持仏三体の一つである歓喜天を祀られることとなった。将軍家の帰依を得たことで寺は一時は隆盛をきわめ66坊と末寺100余という大寺となる。

## 境内
- 山門

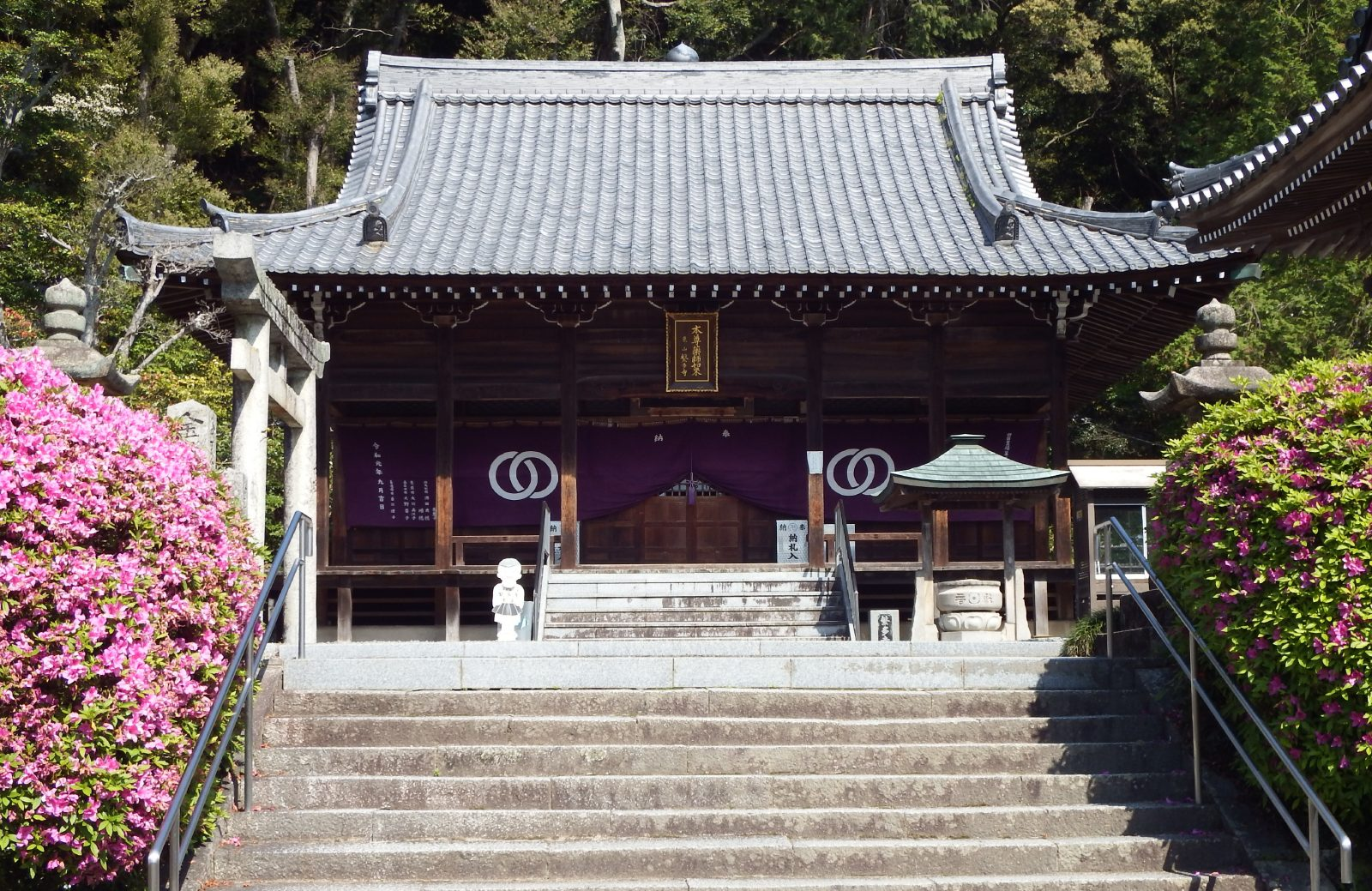
本堂

- 本堂：前殿に後殿を増築し奥に広くなった構造で、非公開の薬師如来坐像と両脇仏は日光月光菩薩、向かって左脇陣には地蔵菩薩半跏像が見える。
- 大師堂：センサーで参拝者が来ると大師像がライトアップされる。向かって左脇には中興の祖・聞月上人像。
- 鐘楼：元禄9年（1696年）に信者の寄進による梵鐘で、天井絵には中国の二十四孝をモチーフに描かれている。
- 歓喜天堂：4代将軍家綱の念持仏三体の一つである歓喜天（絶対秘仏）が祀られ、厄除けや商売繁盛、合格祈願などの参拝者が多い。平成18年（2006年）再建。
- 毘沙門天堂
- 弁財天祠
- 地蔵堂：小さな堂、石仏が６体。山門を入ると左手に地蔵堂、庫裏・納経所、その先に小さな池があり弁財天祠がある。右手に手水場がある。石段を上って右側に鐘楼、正面奥に本堂が建ち、その左に小ぶりな毘沙門天堂が、手前左に石の鳥居があり、その先に歓喜天堂が、本堂の右手に大師堂がある。
- 宿坊：なし
- 駐車場：5台、大型1台。無料。

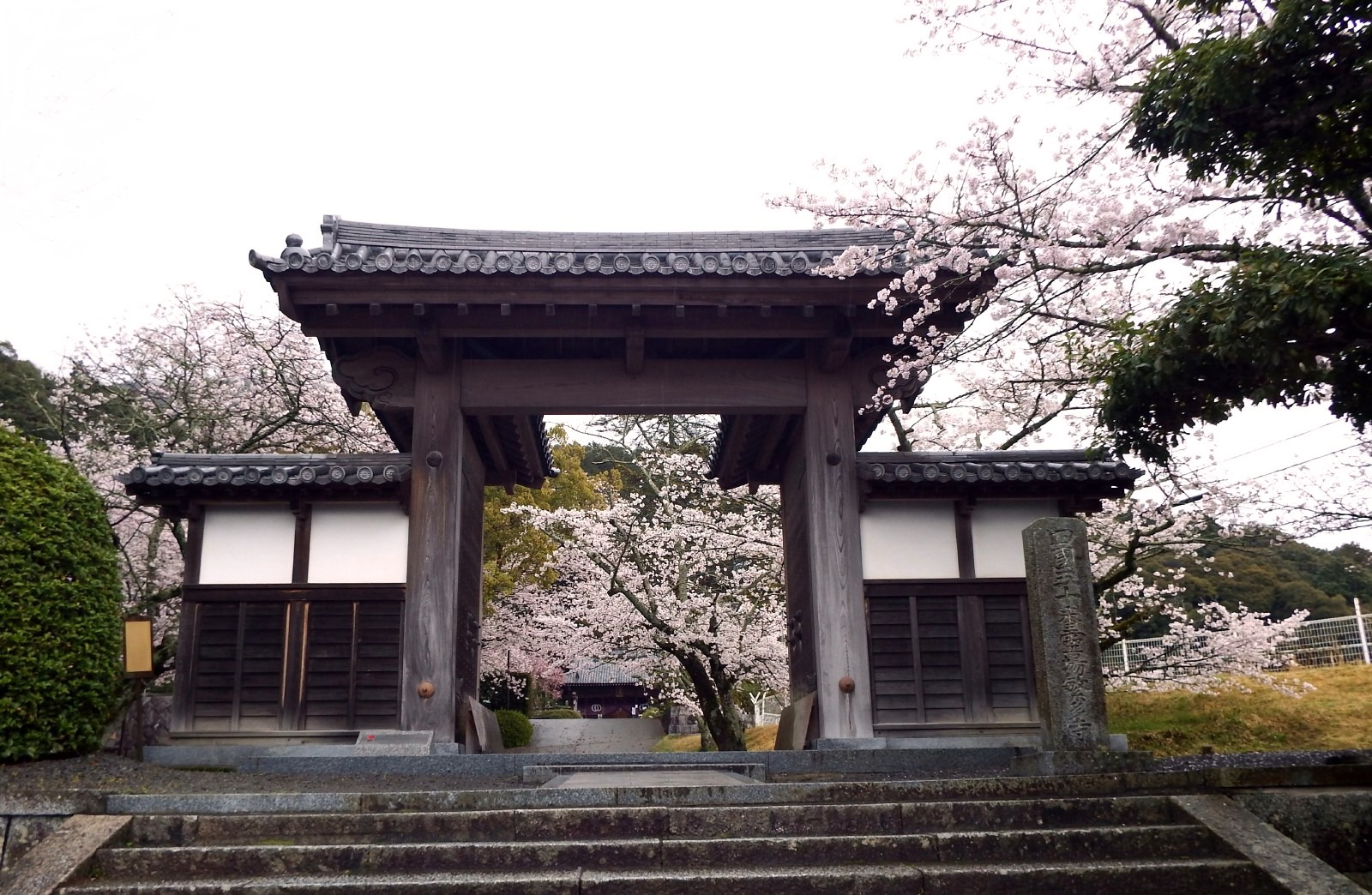
山門
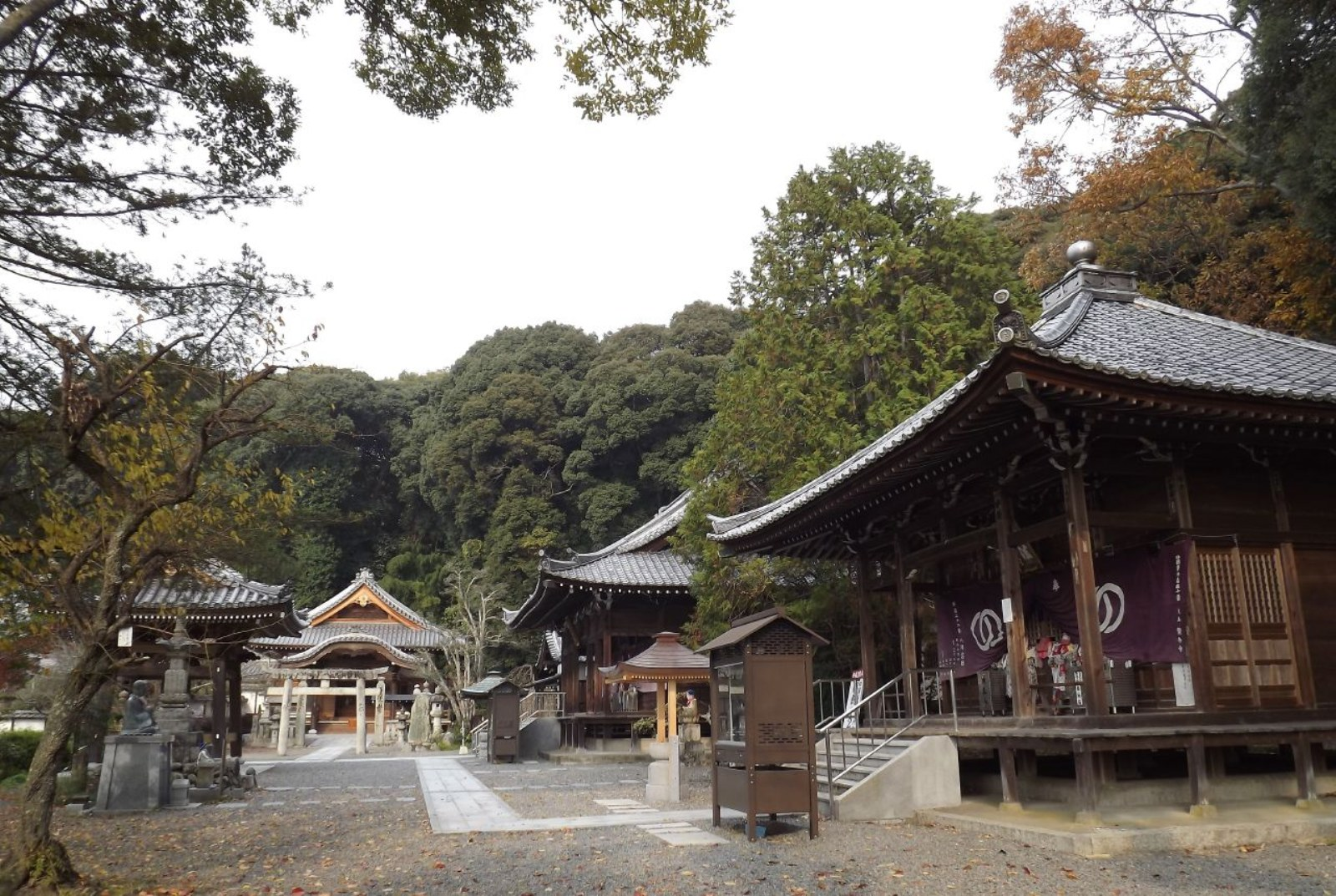
右が大師堂
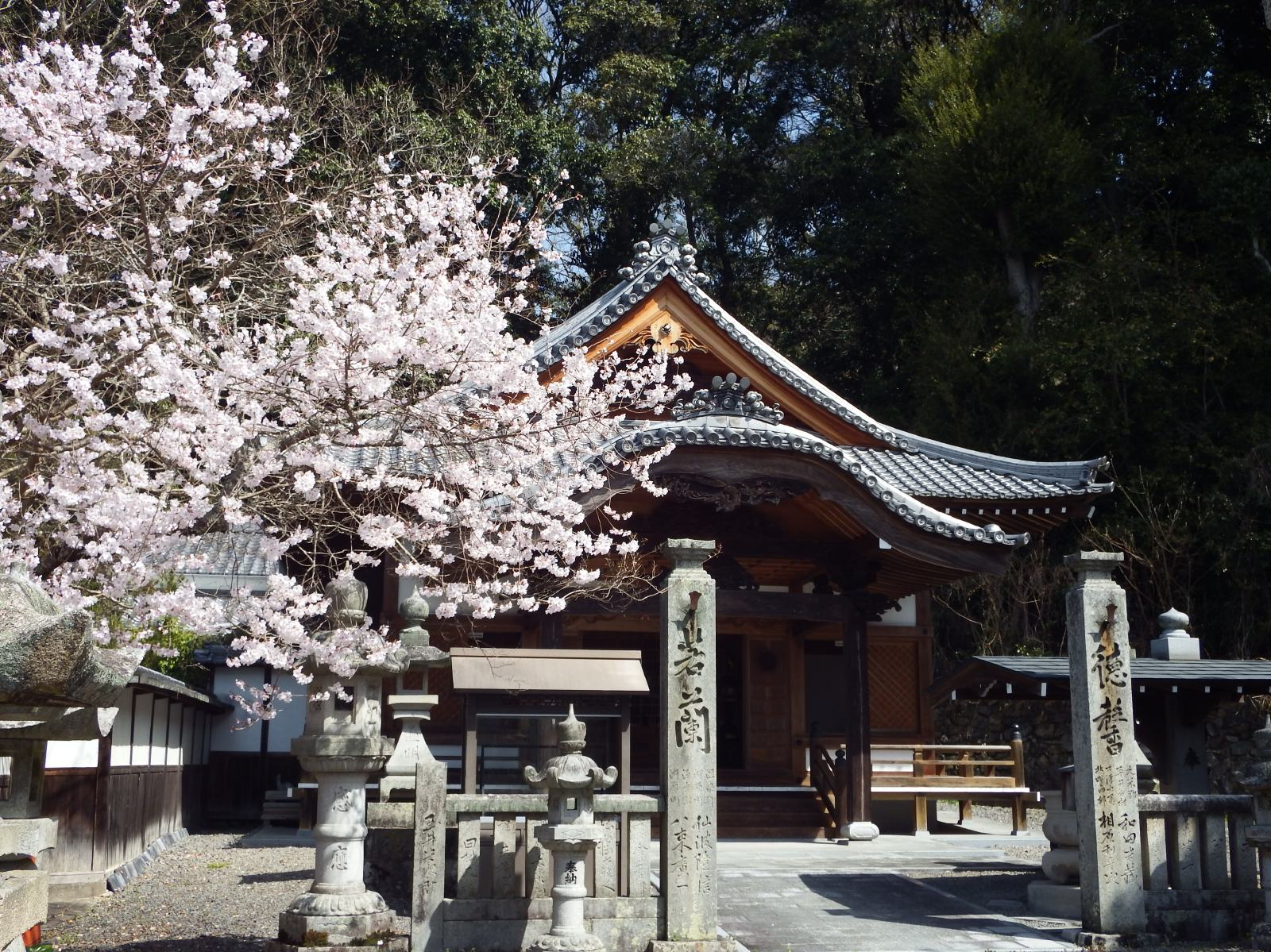
歓喜天堂と彼岸桜
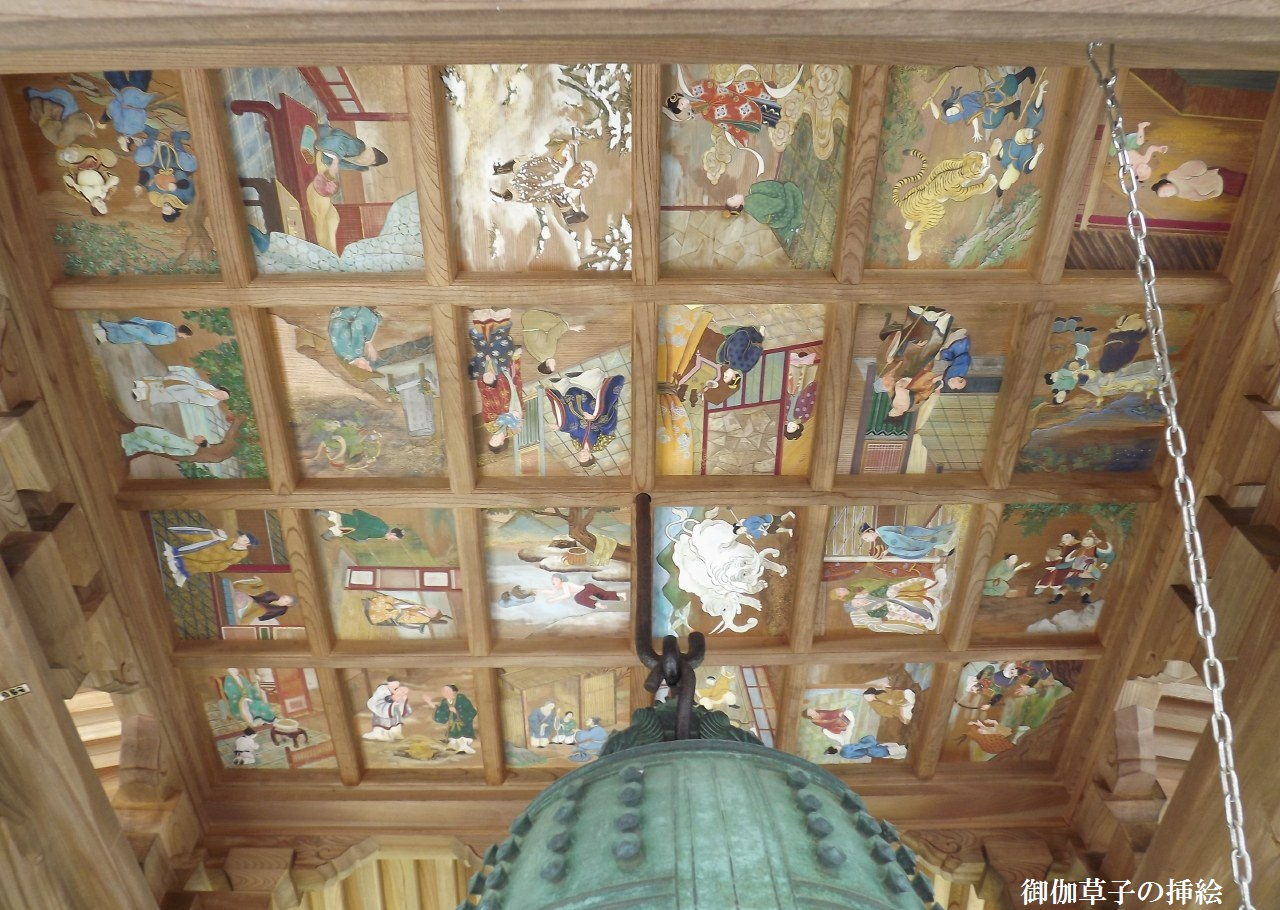
釣鐘堂の天井絵
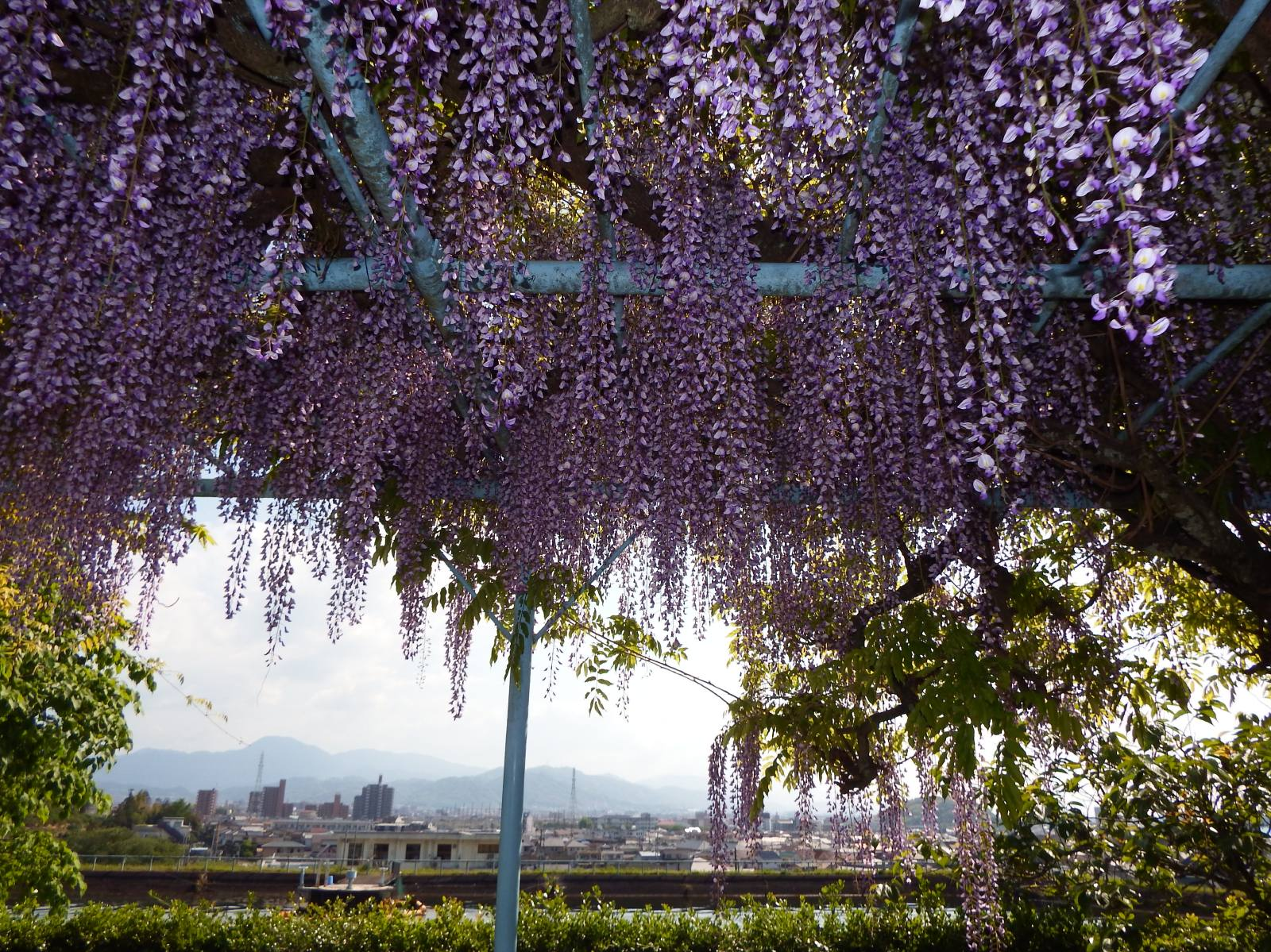
藤棚と展望

## 文化財
史跡
- 繁多寺境内：「伊予遍路道」に2024年10月11日追加指定。

## 交通案内
鉄道
- 伊予鉄道 横河原線 - 久米駅 下車 (1.7 km)

バス
- 伊予鉄バス 10番線繁多寺口バス停下車 (0.8 km)

道路
- 一般道：県道40号線 畑寺 (0.8 km)
- 自動車道：松山自動車道 松山IC (6.3 km)

## 前後の札所
四国八十八箇所
49 浄土寺 --(1.7 km)-- 50 繁多寺 --(2.8 km)-- 51 石手寺